# Llengües tequiraca–canichana
Les llengües tequiraca–canichana és una possible família lingüística proposada per Terrence Kaufman (1994) que uneix dues fins aleshores llengües aïllades,el canichana de Bolívia i el tequiraca del Perú, totes dues extingides o gairebé. La proposta no està inclosa a Campbell (2012).